# 邪馬台国

邪馬台国

 

邪馬台国（やまたいこく/やまとこく、旧字体：邪󠄂馬臺國）は、『三国志』魏志倭人伝に伝わる3世紀ごろの倭国内の国の一つ。倭の女王卑弥呼が都としていたことで知られている。
古くから大和国（やまとこく）の音訳として認知されていたが、江戸時代に新井白石が通詞今村英生の発音する当時の中国語に基づき音読した ことから「やまたいこく」の読み方が広まった。所在地について議論が続いている。

## 概要
中国の『三国志』における「魏志倭人伝」（『三国志』魏書東夷伝倭人条）では、卑弥呼は約30の国からなる倭国の女王で邪馬台国に都をおいていたとされている。
なお、現存する三国志の版本では「邪󠄂馬壹國」（新字体：邪馬壱国）と表記されているが、晩唐以降の写本で誤写が生じたものとするのが通説である（「臺」は「壹」と似ているため）。現代の著作の多くが「壱」「台」を代用しているので、本項でも「臺」「壹」の代わりに「台」を代用し「邪馬台国」と表記する。
倭国は元々男王が治めていたが、国の成立(1世紀中頃か2世紀初頭)から70-80年後、倭国で長期間にわたる騒乱が起きた（倭国大乱の時期は2世紀後半）。そこで卑弥呼という女性を王に共立することによって混乱が収まり、倭国連合が成立した。彼女は都を邪馬台国におき、弟の補佐を受けながら国を治めていた。
邪馬台国の官としては、伊支馬、次に彌馬升、次に彌馬獲支、次に奴佳鞮がいた。戸数は七万余戸あったとされる。
女王は魏に使節を派遣し親魏倭王の封号を得た。もとから狗奴国とは対立しており、狗奴国との戦いがあった時期から間もなく248年頃に卑弥呼が死去し、男王が後継に立てられたが混乱を抑えることができず、卑弥呼宗女の「台与」（または「壱与」）が巫女女王になることで連合国が収まった。壱与女王は266年に晋の武帝に遣使、朝貢している。
なお、倭人伝中に出現する表記上は、「邪馬台国」は1回に過ぎず、「女王国」が5回を数える。邪馬台国と後のヤマト王権の関係、邪馬台国の位置については諸説ある。一般的な読みは「やまたいこく」だが、「やまと」と読む説もある。

## 「魏志倭人伝」中の“邪馬台国”

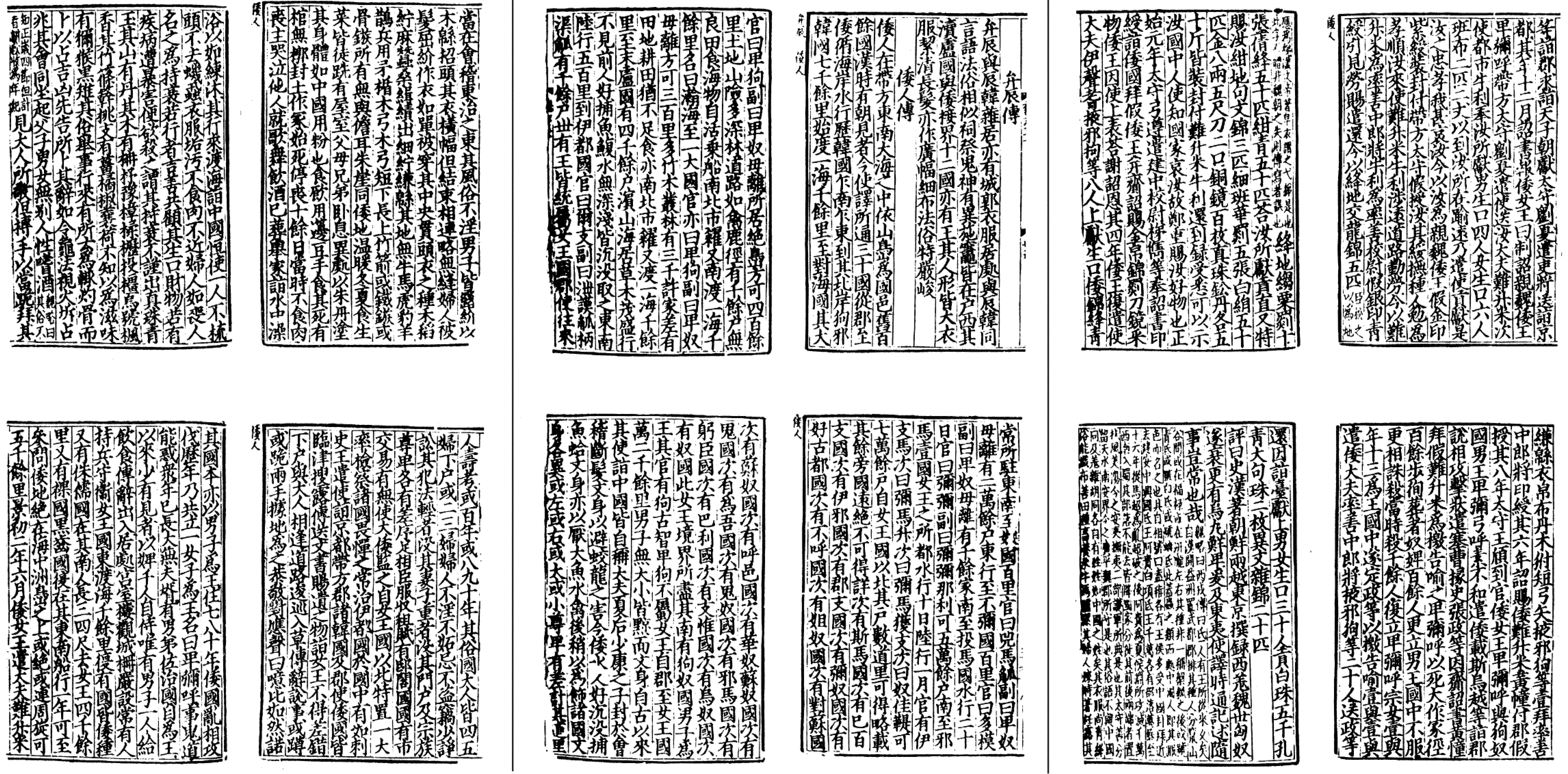
魏志倭人伝の原文の抜粋。

以下は「魏志倭人伝」に記述された邪馬台国の概要である。

### 道程
魏志倭人伝には、魏の領土で朝鮮半島に当時あった帯方郡から、邪馬台国に至る道程が記されている。
対海国、一大国、末廬国、伊都国、奴国、不彌国、投馬国、邪馬台国に関しては、「魏志倭人伝」に詳しい記述がある。位置については畿内説と九州説が有力とされる（#位置に関する論争を参照）。道程についても「連続説」と「放射説」がある（#論争を参照）。位置や道程の比定をめぐっては論争が起きてきた（#論争を参照）。
その他、斯馬国、百支国、伊邪国、都支国、彌奴国、好古都国、不呼国、姐奴国、對蘇国、蘇奴国、呼邑国、華奴蘇奴国、鬼国、爲吾国、鬼奴国、邪馬国、躬臣国、巴利国、支惟国、烏奴国、奴国 があり、女王国の南には男王卑弥弓呼が治める狗奴国があり女王国と不和で戦争状態にあった。

### 倭地、女王国の地理
女王國から東に1000里ほど海を渡ればまた倭種の国があることは、九州説を前提とすれば中国地方を、畿内説を前提とすれば東海地方や琵琶湖の対岸が倭種の国と想起される。その倭種の国からは南に、小人の国である侏儒国があると説明されている。それとは別にまた船行一年にて行ける所として裸国と黒歯国があった。倭地、女王国について説明があり、「倭地について參問（情報を収集）すると、海中の洲島の上に絶在していて、或いは絶え、或いは連なり、一周めぐるのに五千里ばかりである。」とある。

### 政治
租税や賦役の徴収が行われ、国々にはこれらを収める倉がつくられていた。また、国々には市場が開かれ、「大倭」 に交易を監督させていた。
女王国の北には特に一大率という官が置かれ、諸国を検察し、諸国は之を畏れていた。常に伊都国で治められており、中国でいう刺史 のようである。王が魏の都、帶方郡、韓の国々に使者を派遣する際や、郡の使者が倭国に来た際は、皆が津に臨んで調査、確認し、文書を伝送して贈物を女王に届けるので間違いは起こらなかった。
倭国には元々は男王がいて、70-80年ほど在位したが、彼が崩御した後に倭国は乱れ、お互い何年も攻め合っていたので、一人の女子を共立し王とした。
名を卑弥呼といい、女王は鬼道を使い、能く人心を掌握し、既に高齢で、夫は持たず、弟が政治を補佐した。卑弥呼が王位と為ってからは、人は会見することが少なく、1,000人の女性が侍っていて、ただ一人の男子が飲食の世話や取次ぎをしていた。宮室や楼観で起居し、険しい柵を設け、常に多数の兵士が守衛をしていた。
卑弥呼は呪術を司る巫女（シャーマン）であるとする見方がある 一方、単に祭祀を行っていたとする見解もある。
また、弟が政治を補佐したという記述から、巫女の卑弥呼が神事を司り、実際の統治は男子が行う二元政治（ヒメヒコ制）とする見方もある。
卑弥呼の死去によって、大いに冢が作られ、直径が100歩ほど、奴婢100人あまりが殉葬された。その後男王が立てられたが、国中はこれに服さず更にお互いを誅殺し1,000人あまりが死んだ。再度、卑弥呼の親族で13歳の少女の台与を王と為し遂に国は定まった。先に倭国に派遣された張政は檄文をもって台与を諭した。台与も魏に大夫率の善中郎將掖邪狗など二十人の使者を送り、男女の奴隷30人、白珠五千孔、青大句珠二枚、異文雜錦二十匹を朝貢した。「大作冢」とは大き塚を作るではなく大いに塚を作る、又は多数の冢を作るの意味である。

### 魏・晋との外交
「魏志倭人伝」には、帯方郡を通じた邪馬台国と魏との交渉が記録されている。女王は景初2年（238年）以降、帯方郡を通じ数度にわたって魏に使者を送り、皇帝から親魏倭王に任じられた。正始8年（248年）には、使者が狗奴国との紛争を報告しており、帯方郡から塞曹掾史張政が派遣されている。詳細は以下の通り。
- 建安年間（196年-220年）公孫康が屯有県以南の荒地の一部に帯方郡を置いた、後漢の遺民を集めるため公孫模や張敞などを派遣し兵を興して韓と濊を討伐したが、後漢の旧民は少ししか見い出せなかった。この後、倭と韓は帯方郡に服属した。
- 景初2年（238年）、魏の明帝は劉昕を帯方太守、鮮于嗣を楽浪太守に任じ、この両者は海路で帯方郡と楽浪郡をそれぞれ収めた（『三国志』魏書東夷伝序文）。
  - 6月 または景初3年（239年）6月女王は大夫の難升米と次使の都市牛利を帯方郡に派遣し、天子に拝謁を願い出た。帯方太守の劉夏は彼らを都に送り、使者は男の生口（奴隷）4人と女の生口6人、班布2匹2丈を献じた。
  - 12月、悦んだ魏の皇帝（景初2年だとすると明帝（12月8日から病床、27日の曹宇罷免の詔勅も直筆できなかった。-『三国志』裴注引用 習鑿歯『漢晋春秋』）景初3年だとすると曹芳）は女王を親魏倭王とし、金印紫綬を授けるとともに銅鏡100枚を含む莫大な下賜品を与えた。また、難升米を率善中郎将、牛利を率善校尉とした。
  - 8月23日帯方郡と楽浪郡を支配していた公孫淵が司馬懿により斬首される。
  - 帯方郡と楽浪郡が魏に占領される（『三国志』魏書東夷伝序文）。
  - 景初3年（239年）春正月丁亥日（1月1日）明帝崩御（『三国志』魏書明帝紀）。
- 正始元年（240年）帯方太守弓遵は建中校尉梯儁らに詔書と印綬を持たせて倭国へ派遣し、倭王の位を仮授するとともに下賜品を与えた。
- 正始4年（243年）12月、女王俾彌呼は魏に使者として大夫伊聲耆、掖邪狗らを送り、生口と布を献上。皇帝（斉王）は掖邪狗らを率善中郎将とした（『三国志』魏書少帝紀）。
- 正始6年（245年）皇帝（斉王）は帯方郡を通じ難升米に黄幢（黄色い旗さし）を下賜した。
- 正始6年（245年）帯方太守弓遵と楽浪太守劉茂は嶺東へ遠征して濊を討った後、郡内の韓族が反乱して崎離営を襲ったため、軍を出して韓族を討ち滅ぼしたが弓遵は戦死した。
- 正始8年（247年）女王は太守王頎に載斯烏越を使者として派遣して、狗奴国との戦いについて報告。太守は塞曹掾史張政らを倭国に派遣した。
- 女王に就いた台与は、帰任する張政に掖邪狗ら20人を同行させ、掖邪狗らはそのまま都に向かい男女の生口30人と白珠5,000孔、青大句珠2枚、異文の雑錦20匹を貢いだ。

また魏志倭人伝の記述などから朝鮮半島の国々とも使者を交換していたとの見解もある。
この後、『日本書紀』の「神功皇后紀」所引の『晋起居注』（現存しない）に、泰初（泰始の誤り）2年（266年）に倭女王が使者を送り通訳を重ねて朝貢したとの記述がある。現存する『晋書』武帝紀にも泰始2年に倭人が朝貢したとあるので、現在では、時代的に考えるとこの女王は神功皇后ではなく邪馬台国の台与であり、新女王の台与が魏に代って成立した晋の武帝（司馬炎）に朝貢したと考えられる。また『晋書』四夷伝によると武帝の父・文帝（司馬昭）が魏の政権にあった255年-265年に女王の使者が何度もやって来たが、泰始の初めには通訳を重ねた入貢があったという。宣帝（司馬懿）紀には240年「東倭」が通訳を重ねて納貢したともある。『日本書紀』の崇神天皇12年にも異俗の人々が「訳を重ねて」来たとあるが関連は不明である。

### 言語
魏志倭人伝 には31の地名（「倭」を含む）と14の官名、そして8人の人名が出てくる。これら53の音訳語は日本列島で用いられた言語の最古の直接資料である。これら3世紀以前の倭国の言語の特徴は上代日本語の特徴と同じであることが、森博達やBentleyらによって指摘されている。その特徴とは
1. 開音節（母音終わり）を原則とする。
2. ア行は原則として頭音にくること。つまり二重母音は回避されること。
3. 頭音には原則としてラ行が来ないこと。
4. 頭音には原則として濁音が来ないこと。

などである。こうした特徴が見出されることは、現代日本語の基礎が3世紀にすでに形作られていたことを物語る。但し森博達は、8世紀国内資料から推定される発音と三世紀中国文書に示された地名、官名、人名の53語との連携は、不確実であることも示している。

### 風俗
魏志倭人伝に当時の倭人の風俗も記述されているが、2ヶ所に分けて書かれており、両者間には重複や矛盾がある。以下は便宜上その2ヶ所を区別せず列記する。
- 男子はみな顔や体に入墨を施している。人々は朱や丹を体に塗っている。入墨は国ごとに左右、大小などが異なり、階級によって差が有る。
- その風俗は淫らではない。
- 男子は冠をつけず、髪を結って髷をつくっている。女子はざんばら髪。
- 着物は幅広い布を横で結び合わせているだけである。
- 稲、紵麻（からむし）を植えている。桑と蚕を育てており、糸を紡いで上質の絹織物を作っている。
- 牛・馬・虎・豹・羊・鵲（かささぎ）はいない。
- 兵器は矛、盾、木弓を用いる。その木弓は下が短く上が長い。（和弓#歴史参照）矢は竹であり、矢先には鉄や骨の鏃（やじり）が付いている。
- 土地は温暖で、冬夏も生野菜を食べている。みな、裸足である。
- 家屋があり、寝床は父母兄弟は別である。身体に朱丹を塗っており、あたかも中国で用いる白粉のようである。飲食は籩豆（たかつき）を用い、手づかみで食べる。
- 人が死ぬと10日あまり哭泣して、もがり（喪）につき肉を食さない。他の人々は飲酒して歌舞する。埋葬が終わると水に入って体を清める。
- 倭の者が船で海を渡る際、持衰が選ばれる。持衰は人と接さず、虱を取らず、服は汚れ放題、肉は食べずに船の帰りを待つ。船が無事に帰ってくれば褒美が与えられる。船に災難があれば殺される。
- 真珠と青玉が産出する。倭の山には丹があり、倭の木には柟（だん、タブノキ）、杼（ちょ、トチ）、櫲樟（よしょう、クスノキ）・楺（じゅう、ボケあるいはクサボケ）・櫪（れき、クヌギ）・投橿（とうきょう、カシ）・烏号（うごう、クワ）・楓香（ふうこう、カエデ）。竹は篠（じょう）・簳（かん）・桃支（とうし）がある。薑（きょう、ショウガ）・橘（きつ、タチバナ）・椒（しょう、サンショウ）・蘘荷（じょうか、ミョウガ）があるが、美味しいのを知らない。また、猿、雉（きじ）もいる。
- 特別なことをする時は骨を焼き、割れ目を見て吉凶を占う。
- 集会での振る舞いには、父子・男女の区別がない。人々は酒が好きである。
- 敬意を示す作法は、拍手を打って、うずくまり、拝む。
- 長命で、百歳や九十、八十歳の者もいる。
- 身分の高い者は4、5人の妻を持ち、身分の低い者でも2、3人の妻を持つものがいる。
- 女は慎み深く嫉妬しない。
- 盗みは無く、訴訟も少ない。
- 法を犯した場合、軽い者は妻子を没収し、重い者は一族を根絶やしにする。
- 宗族には尊卑の序列があり、上の者の言い付けはよく守られる。

### 倭国のその後
3世紀半ばの台与の朝貢を最後にして、5世紀の義熙9年（413年）倭の五王（雄略天皇などヤマト王権の五天皇）の朝貢まで150年近く中国史書に倭、ないしは倭国に関する記録はない。このため日本の歴史で4世紀は「空白の世紀」と呼ばれた。
倭国連合とヤマト王権との関係については諸説ある。

## 名称・表記
現存する『三国志（魏志倭人伝）』の版本では「邪馬壹國」と書かれている。『三国志』は晋の時代に陳寿（233-297）が編纂したものであるが、現存する刊本で最古のものは、12世紀の宋代の紹興本（紹興年間（1131年 - 1162年）刻版）と紹熙本（紹熙年間（1190年 - 1194年）刻版）である。一方、勅撰の類書でみると、宋代の『太平御覧』現存刊本は、成本時期が10世紀で現存の『三国志』刊本時期より古いが、『三国志』を引用した箇所をみると「邪馬臺国」の表記が用いられている。
『三国志』より後の5世紀の『後漢書』倭伝現存刊本では「邪馬臺国」、7世紀の『梁書』倭伝現存刊本では「祁馬臺国」、7世紀の『隋書』現存刊本では俀国について「都於邪靡堆 則魏志所謂邪馬臺者也」（魏志にいう邪馬臺）、唐代の『北史』四夷伝現存刊本では「居于邪摩堆 則魏志所謂邪馬臺者也」となっている。
新字体では、「壹」は壱か一にあたる文字（ただし通常は壱で代用する）であり、「臺」は台にあたる文字である。
表記のぶれをめぐっては、11世紀以前の史料の現存刊本に「壹」は見られないため、「壹」を「臺」の版を重ねた事による誤記とする説のほか、「壹與遣,倭大夫率善中郎將掖邪狗等二十人送,政等還。因詣臺,」から混同を避けるために書き分けたとする説、魏の皇帝の居所を指す「臺」の文字を東の蛮人の国名には用いず「壹」を用いたとする説などがある。

### 発音と表記
「邪馬台」の後漢中国語(当時の発音) /*ja-ma-də/
現在「邪馬台国」は一般に「やまたいこく」と読まれる。この「やまたいこく」という読みは、江戸時代に新井白石が通詞今村英生の発音する当時の中国語に基づいて音読したものであるため、魏志倭人伝の書かれた当時の発音を正しく表すものではない。上述の通り、当時の発音は"*jamadə"であったと推測され、これは仮名文字で表記すると「やまど」となる。しかし、当時の日本語では清音と濁音の区別がなくどちらも同じ音と認識していたため、当時の正しい発音は「やまと」となる。
畿内説
「邪馬台国」の発音の近さから「やまと」の宛字ではないかと類推する。これは、邪馬台国と同じく「魏志倭人伝」に登場する対海／対馬国を対馬，一大／一支国を壱岐，末廬国を肥前国松浦郡といったふうに発音の近さを手掛かりとしてあてはめるのと同様に、邪馬台国も発音から地名をあてはめようとするものである。新井白石が記した「古史通或問」や「外国之事調書」では、その場所を大和国や山門郡と説いている。。
九州山門説に対しては、上代日本語だと「台」は乙類、山門の「門」は甲類であるので異なるとする。
九州説
日本語の「ヤマ」は通常「山」を意味し、漢字では耶麻、耶馬などと表記されることがあるが、「邪馬台」の漢字も、九州の山と台地を表現したとする。

## 論争
日本における邪馬台国への言及は、『日本書紀』卷第九神功皇后摂政三九年、四十年および四十三年の注に「魏志」から引用 があり、神功皇后と卑弥呼を同一人物と見なした記述となっていることが嚆矢である。
 三十九年。是年也大歲己未。魏志云。明帝景初三年六月。倭女王遣大夫難斗米等。詣郡求詣天子朝獻。太守鄧夏遣吏將送詣京都也。

四十年。魏志云。正始元年。遣建忠校尉梯携等。奉詔書印綬。詣倭國也。

四十三年。魏志云。正始四年。倭王復遣使大夫伊聲者掖耶約等八人上獻。—国史大系. 第１巻　日本書紀 p.172
新井白石は「古史通或問」において、奈良に存在する大和国説を説いたが、後に著した「外国之事調書」では筑後国山門郡説を説いた。その後、本居宣長は「卑弥呼は神功皇后、邪馬台国は大和国」としながらも「日本の天皇が中国に朝貢した歴史などあってはならない」という立場から、「馭戎概言」において、九州の熊襲による偽僭説を提唱した。大和朝廷（邪馬台国）とはまったく別でつながることはない王国を想定し、筑紫（九州）にあった小国で神功皇后（卑弥呼）の名を騙った熊襲の女酋長であるとするものである。

### 位置に関する論争
「魏志倭人伝」の帯方郡から東南に1万2千里（短里）との記載に従えば、邪馬台国は屋久島付近に行きつくことになる。白石も宣長も、原史料に対してさまざまな読み替えや注釈を入れてきた。江戸時代から現在まで学界の主流は「九州説」（白鳥庫吉ら）と「畿内説」（内藤湖南ら）の二説に大きく分かれている。ただし九州説には、邪馬台国が“畿内に移動してヤマト政権となった”とする説（「東遷説」）と、邪馬台国の勢力は“畿内で成立したヤマト政権に滅ぼされた”とする説がある。
邪馬台国は魏志倭人伝にあるように卑弥呼が魏に朝貢した景初3年（239年）（魏志 景初2年（238年））に加え『日本書紀』所引の「晋起居註」に倭女王が晋に泰始2年（266年）に遣使し朝貢したとあることから、3世紀中期に存在したことが確かである。
2009年に奈良県の纒向遺跡から3世紀の大型建物の遺物が見つかったと発表され、2010年代には日本史教科書でも畿内説を有力として記述するものが出てきた。一方、炭素14年代推定について議論があり、対する九州説や東遷説は吉野ヶ里遺跡に期待するなどして巻き返しを図っている。

### 連続式と放射式
- 「連続説」（連続読み）- 「魏志倭人伝」に記述されている順序に従うが、都度、方角を90度変更したり距離､日数を修正したりして各国を順次比定する読み方で、帯方郡を出発後、狗邪韓国・対海国・一大国を経て北部九州に上陸し、末廬国・伊都国・奴国・不弥国・投馬国・邪馬台国までを順にたどる説[要出典]。
- 「放射説」（放射読み） - 榎一雄の説[19]。伊都国までは連続読みと同じだが、伊都国以降では、行程の表現方法、つまり、文型が変化していることから、伊都国から奴国、伊都国から不弥国、伊都国から投馬国、伊都国から邪馬台国というふうに、伊都国を起点に放射状の行程が書かれていると読む説。
  - 同じ「放射読み」だが、伊都国ではなく、末廬国を起点とする説[要出典]。
- 「連続説」「放射説」以外の説

### 距離の計算
「魏志倭人伝」の距離（里数）の問題については、短里が使用されていたとする説（短里説）、当時は兵力などを10倍に誇大に記載する例（露布説）があったことから、公孫氏を討伐する魏軍が帯方郡を接収した当時の軍事報告に基づいたためという説、魏が呉を地理上挟み撃ちにできるとして威圧する目的で、実際より南の呉の近くにあるように見せかけるため書き換えたという説、曹爽の功績である西域の「親魏大月氏王」の距離、などがある。

#### 帯方郡から女王国までの12000里
魏志倭人伝には、帯方郡から女王国まで12000里と明記されているが、行程を合計すると、
7000里＋1000里＋1000里＋1000里＋500里＋100里＋100里＝10700里

残りは、12000里ー10700里＝1300里になる。
畿内説等の連続読みではこの1300里に水行20日、水行10日、陸行1月掛かったことになる。

古田武彦は、帯方郡〜伊都国の10500里に、伊都国〜奴国の100里、対海国の方400里二辺800里、一大国の方300里二辺600里を加えた12000里で説明は終了しており、次の日数の説明（水行10日、陸行1月）は再び帯方郡からのものと主張している。この場合、伊都国〜不弥国の東行100里が無意味になる。

これについて、孫栄健は、立前「一大国〜末廬国〜伊都国」、本音「一大国〜不弥国〜伊都国」と推理している。

#### 短里説
距離問題については「短里」の概念が提示されている。「短里」とは尺貫法の1里が約434mではなく75-90m程（観念上は76-77m）とする説である。三國志魏書韓伝で韓は方4000里四方と記されており地図上の「実距離」から1里が75-90m程となる、また魏志倭人伝では狗邪韓國から對海國（対馬）までが1000里、對海國から一大國（壱岐）までが1000里とあるが、地図上の「実距離」はそれぞれ約70kmである。その他に三国史記の新羅伝の鬱陵島の記載でも1里約80ｍ程である。

#### 露布説
露布について、孫栄健は次のとおり説明している。
```
『魏志』十一巻「国淵伝」に、（中略）「破賊文書（軍事書類）は、旧（もと）、
一を以って十と為す（数字を十倍する）
」と、述べられている。この破賊文書とは、後漢から魏・晉時代に用いられた戦時公報（戦果発表）の、「露布」のことだ。
```

以下、便宜上、露布里数を実里数に戻した（×0.1した）ものを「露布里」と表記する。

1里は約434mなので、1露布里は約43.4mになる。
```
「帯方郡」を大韓民国・
ソウル特別市
付近
「狗邪韓国」を大韓民国・
釜山広域市
付近
「奴国」を
福岡県福岡市
付近
```

と仮定し、直線距離を計算すると、
```
帯方郡〜狗邪韓国：7000露布里＝約304km
[
注釈 5
]

狗邪韓国〜奴国：  5000露布里＝約217km
帯方郡〜奴国：   12000露布里＝約521km
[
注釈 6
]
```

になる。

GISソフトなどで計算すると、10-30km程度の誤差があるが、座標設定・測量計算アルゴリズムの違いによる誤差、かつ、西暦200年代の測量技術ということを踏まえた上でも、おおむね精確であると認めざるをえない。
方位角による考察。
```
「
投馬国
」を（
都萬神社
がある）
宮崎県西都市
付近
```

と仮定し、前述「狗邪韓国」「奴国」と対比したとき、
```
帯方郡からの 直線距離 
方位角

  狗邪韓国： 約304km  約
145°

  奴国：     約521km  約
144°

  投馬国：   約730km  約
145°
```

となり、「帯方郡〜狗邪韓国〜奴国〜投馬国」は、ほぼ同じ方位角上に存在した可能性がある。

#### 中国正史の卑弥呼
- 『後漢書』卷85　東夷列傳第75「桓靈閒 倭國大亂 更相攻伐 歴年無主 有一女子 名曰卑彌呼 年長不嫁 事鬼神道 能以妖惑衆 於是共立爲王（桓帝・霊帝の治世の間（146-189年）、倭国大乱があり、さらに互いに攻め合い、8年±数年も主無き状態となった。卑弥呼という名の一人の女子が有り、年長だが嫁いでいなかった。鬼神道を用いてよく衆を妖しく惑わした。ここに於いて共立し王にした。）」とある。
- 『三国志』魏書 卷30 東夷伝 倭人（魏志倭人伝）「其國本亦以男子爲王住七八十年 倭國亂 相攻伐歴年 乃共立一女子爲王 名曰卑彌呼　事鬼道　能惑衆　年已長大　無夫婿（其の国もまた元々男子を王として70-80年を経ていた。倭国乱があり、8年±数年間も相互に攻め合った。そこで、一人の女子を共立して王にした。名は卑弥呼という。鬼(神)道を用いてよく衆を惑わした。年齢は35歳を過ぎ、夫は無かった。）」とある。
- 『梁書』卷54 列傳第48 諸夷傳 東夷条 倭「漢靈帝光和中，倭國亂，相攻伐歷年，乃共立一女子卑彌呼爲王。（(後)漢の霊帝の光和年間（178-184）、倭国乱があり、8年±数年も相互に攻め合った。そこで、一人の女子卑弥呼を共立して王にした。）」とある。
- 『三国史記』新羅本紀に「二十年夏五月。倭女王卑彌乎。遣使来聘」とある。

### 畿内説
邪馬台国畿内説では、奈良県桜井市三輪山近くの纒向遺跡を邪馬台国に比定する意見が多くを占める。他に少数意見として、琵琶湖湖畔、大阪府などに比定する説もある。
1. 「邪馬台」は当時の中国語の発音で /jamadə/ であったと言語学的に推定され、当時の日本語では清音と濁音を区別しないことから、「大和」の当時の発音である /jamatə/ と完全に一致すること[7]
2. 纒向遺跡の始期や変革期が3世紀であること[24]。
3. 纒向遺跡から南関東など北部九州以外の広い地域からの土器が出土していること[25]。
4. 最古の前方後円墳である箸墓古墳の築造時期が、卑弥呼の没年に近い3世紀中葉であること[26]。
5. 吉備、阿讃播など広範な地域起源の文化に起源を求めうる前方後円墳が、3世紀頃から纒向遺跡周辺を中心に、女王に属する奴国を含む北部九州から南関東まで分布するようになり[25]、古墳期の時代が下るにつれて全国に広がっていること。
6. 卑弥呼の遣使の頃の景初三年、正始元年銘を持つものもある三角縁神獣鏡が畿内に分布していること。
7. 235年-244年の間に収まって銘された銅鏡が、畿内を中心に12枚分布していること。

逆に、畿内説の弱点として上げられるのは次の点である。
1. 帯方郡から狗邪韓国までの行程で既に7000余里あり、南を東に読み替えても残り5000里ではおさまらないこと[要出典]。
2. 箸墓古墳を卑弥呼の冢とする説があるが、魏志倭人伝の記載とは異なり石槨がある。卑弥呼死後に男王が即位するも再び混乱したことが記録されており、国内が混乱していた時期に当時最大の墳丘を持つ古墳を造営することは難しい[要出典]。また古墳周囲には記録にある殉葬の跡も見られない[要出典]。加えて服属先である魏が薄葬令で墳墓を縮小しており、朝鮮諸国の王墓や帯方郡の郡守墓も30メートル前後の方墳であるため、倭国だけが飛び抜けて巨大な前方後円墳を築造したとは考えにくい[要出典]。
3. 三角縁神獣鏡が中国、朝鮮の遺跡から一面も出土していないことに加え、全国での出土数が記録にある100面を遥かに上回っていること。また古墳での埋葬例を見ると、扱いが非常に粗雑であることが指摘されている。
4. 箸墓古墳とほぼ同時期または先行して築造されたホケノ山古墳の年代について、発掘調査で出土した木槨木材の炭素年代測定結果の幅が4世紀前半をも含む範囲である[27]。
5. 「魏志倭人伝」には邪馬台国は伊都国や奴国より南にあるとする記述が三箇所あり、また会稽東冶の東（緯度的にはほぼ沖縄県に一致する）にあるとしていること。また諸国を統率する一大率が伊都国におかれたと書かれていること。
6. 纒向遺跡では、弥生時代末期までの大和では見られなかった鉄器製作にかかわる鍛冶関係の遺物の出土が見られるが、鉄器生産は小規模であり、金属器や大陸系遺物も少なく、東方地域の土器が多いのに対して北部九州系の土器が少ないこと[28]。
7. 少なくとも庄内式の末期、つまり箸墓古墳の造営が始まる頃までの一大遺跡群としての纒向遺跡には、墓制や生産面、対外交流などにおいて北部九州を超えるような内容は認められないこと[28]。
8. 『魏志』における邪馬台国の戸数「7万戸余」という、戸数「2万余」の奴国をはるかに超える大遺跡は弥生時代の大和において認めがたいこと[29]。

### 九州説
邪馬台国九州説では、福岡県の糸島市を中心とした北部九州広域説、筑後平野説、福岡県の大宰府（太宰府市）、大分県の宇佐神宮（宇佐市）、宮崎県の西都原古墳群（西都市）など、ほとんど九州の全域に渡って諸説が乱立している。
邪馬台国が九州にあったとする説は、以下の理由等による。
1. 邪馬台国は伊都国の南にあると三回書かれている[要出典]。
2. 帯方郡から女王國までの12000里のうち、福岡県内に比定される伊都国までで既に10500里使っていることから、残り1,500里（佐賀県唐津市に比定される末盧國から伊都國まで500里の距離の3倍）では短里説をとれば邪馬台国の位置は九州地方北部にかぎられること[要出典]。
3. 福岡県久留米市には、『魏志倭人伝』に記載される「卑弥呼の塚」と規模や副葬品、石棺はあるが槨が無いこと、石棺に朱が塗られていることなど主体部の形式がよく一致する祇園山古墳があること[30]。
4. 『魏略』には投馬国も水行陸行の記事も存在せず、また里数記事において末廬国から伊都国への行程記事が不自然であることから、水行陸行の記事が後世の加筆と見られる[要出典]。

逆に、九州説の弱点として上げられるのは次の点である。
1. 九州説論者の間でも邪馬台国やその他の国々の比定地に統一的な見解がなく、一言に九州説と言っても多くの異なる説の総称でしかないこと。
2. 祇園山古墳は方墳であること[31]。
3. 魏から女王たちに贈られた品々や位が、西の大月氏国に匹敵する最恵国への待遇であること[要出典]。
4. 畿内の古墳築造の開始時期を、3世紀にまで繰り上げるのが近年の通説であること[26]。
5. 3世紀の紀年鏡をいかに考えるべきかという点。はやくから薮田嘉一郎や森浩一は、古墳時代は4世紀から始まるとする当時の一般的な理解にしたがって、「三角縁神獣鏡は古墳ばかりから出土しており、邪馬台国の時代である弥生時代の墳墓からは1枚も出土しないことから、三角縁神獣鏡は邪馬台国の時代のものではなく、後のヤマト王権が邪馬台国との関係を顕示するために偽作したものであり、事実中国では三角縁神獣鏡は殆ど出土していない」とする見解を表明し[要出典]、その後の九州論者はほとんどこのような説明に追随している[要出典]。
6. 九州説論者の見解では、いわゆる「卑弥呼の鏡」は後漢鏡であるとする[要出典]が、弥生時代の北部九州遺跡から集中して出土する後漢鏡は主として1世紀に編年され、卑弥呼の時代には届かないこと[要出典]。一方、日田市のダンワラ古墳から出土した金銀錯嵌珠龍文鉄鏡が卑弥呼の鏡であるとする説がある[32][33]。
7. 『魏志』における邪馬台国の戸数「7万戸余」という、戸数「2万余」の奴国をはるかに超える大遺跡は弥生時代の北部九州において認めがたいこと[29]。

### 東遷説
九州で成立した王朝（邪馬台国）が東遷し、畿内に移動したという説。東遷説には、この東遷を神武東征や天孫降臨などの神話にむすびつける説と、特に記紀神話とは関係ないとする説の両パターンがある。東遷した時期や形態についても多くの説がある。
古くは明時代の鄭舜功が指摘し 、白鳥庫吉、和辻哲郎を先駆けとして戦前に広まったが、戦後は、歴史学および歴史教育の場から日本神話を資料として扱うことは忌避された。しかしこの東遷説は戦後も主に東京大学を中心に支持された。
倭国大乱で東遷したという説
久米雅雄は「二王朝並立論」を提唱し、「自郡至女王国萬二千餘里」の「筑紫女王国（主都）」と「海路三十日」（「南至投馬国水行二十日」を経て「南至邪馬台国水行十日」してたどり着く）の「畿内邪馬台国（副都）」とを想定し両者は別の「相異なる二国」であり、筑紫にあった女王国が「倭国大乱」を通じて畿内に主都を遷しそこで卑弥呼が擁立されたのであるとした。
卑弥呼と台与の間に東遷したという説
大和岩雄は九州にあった女王国とは「畿内をも含む倭国全体の首都」であって、卑弥呼の死後、畿内の邪馬台国へ東遷して女王台与を擁立したが、それは倭国の勢力圏の内部での移動にすぎないとした（ただし天岩戸や天孫降臨や神武東征などの神話と関係づけることはしていない）。この説では卑弥呼は九州に、台与は畿内にいたということになる。
邪馬台国時代の後に東遷したという説
安本美典は「卑弥呼＝天照大神」「台与＝万幡豊秋津師比賣（忍穂耳の妃）」だと同定した上で、その子孫である神武天皇が東遷してヤマト政権になったのであるとした。この説では卑弥呼も台与も九州にいたということになる。

#### 存在しなかったという仮説
これは、邪馬台国自体が存在しないということではなく、魏志倭人伝に記されたような規模や距離の邪馬台国という国が存在しなかった（従って、魏志倭人伝の記載から邪馬台国の位置を読み取るのは不可能）というもの。邪馬台国と国交を結んだのは司馬懿の功績であるが、司馬懿にとってライバルにあたる曹爽は西方の大月氏国と国交を結んだという功績があった。すなわち、司馬懿の功績を曹爽の功績に匹敵させるために、邪馬台国を大月氏国に匹敵する規模と距離の国家であるとして史書に記載したというもの。岡田英弘が提唱している。

#### 阿波の可能性
2000年4月20日、徳島県鳴門市大麻町で3世紀半ば築造の直径約20メートルの竪穴式石室を有する円墳である西山谷2号墳が発掘され、斜縁上方作銘獣帯鏡、鉄剣、鉄鏃（42点）、鉄槍、ヤリガンナ、土器などが出土した。石野博信によると、「平らな石を積み上げる竪穴式石室を有する古墳としては国内最古で、三角縁神獣鏡が出土した宮谷古墳（徳島県徳島市国府町西矢野）も同様の方法で造られており、阿波の墓の築造法が大和政権の王墓のルーツである可能性が高い。阿波と大和政権がかなり親密な関係にあったことの裏付けとなる」。また菅谷文則は「3世紀半ばに高度な文化と権力構造が阿波にあったことになり、邪馬台国を考える上で大きな手掛かりになる」と評価した。岡村秀典は斜縁上方作銘獣帯鏡について「割らずに副葬した最古の例で、在地の権力者が北部九州経由で入手したと考えられる。吉備地方の特殊器台を取り入れ埴輪となったように古墳は各地の要素を取り込んでおり、古墳構造の起原の一つでは」と述べた。徳島県と香川県には弥生時代末から積石塚という石を積み上げて築く塚があり、石を使う技術にたけていた。徳島県三好町の足代東原遺跡で、2、3世紀の積石塚が30基余確認されている。最大のものは全長16.5メートル、3世紀前半の前方後円形の墓である。この前方部には多量の供献土器とともに、白い丸石を集めた集積群があり、4世紀の大和の大王墓である渋谷向山古墳などと共通する。3、4世紀の積石塚は徳島県と香川県が他の地域に比べ圧倒的に多く、3世紀の鳴門市萩原1号墓と高松市鶴尾4号墳はともに最古級の積石塚前方後円墳であり、4世紀には国指定史跡の高松市石清尾山古墳群へと続く。また、規模は小さいが4世紀初めの積石箱式石棺墓が小豆島の内海に浮かぶ弁天島に造られている。2007年3月14日、2006年に確認した直径約20メートル高さ2.5メートルの円丘部に突出部（長さ5.2メートル、先端部の幅4メートル）が付いた前方後円形の墳丘墓である萩原2号墓（鳴門市大麻町）の築造年代が、弥生時代後期から末期（二世紀末から三世紀初頭）とみられ、国内最古の石積み墳丘墓である、と徳島県教育委員会が発表した。石積みの内側に木材を立てた墓室である石積み木槨の痕跡も全国二例目として確認され、国内最古とされるホケノ山古墳の原型だったことがわかり、古代阿波の文化、技術が大和政権に大きな影響を与えていたことが確実になった。石野は「ホケノ山古墳の埋葬者が阿波の出身者である可能性が高まった」と話した。
阿南市の若杉山遺跡は現在全国で唯一判明している弥生時代の辰砂採掘遺跡である。